# Scarabaeus cristatus
Scarabaeus cristatus là một loài bọ cánh cứng trong họ Bọ hung (Scarabaeidae).